# David Hare
Sir David Hare (St Leonards-on-Sea, East Sussex, 5 de juny, 1947) és un dramaturg i director de teatre i de cinema anglès. El nom de naixença de Hare va ser David Rippon i va néixer a St Leonards-on-Sea, Hastings, East Sussex, fill d'Agnes (née Gilmour) i el mariner Clifford Theodore Rippon.
Hare va ser guardonat amb el premi BAFTA (1979), el New York Drama Critics Circle Award (1983), el Festival Internacional de Cinema de Berlín Golden Bear (1985), el Premis Laurence Olivier (1990), i el London Theatre Critics' Award (1990). Va ser nomenat Sir el 1998.

## Obres teatrals
- Slag (1970)
- The Great Exhibition (1972)
- Brassneck (1973) (amb Howard Brenton)
- Knuckle (1974)
- Fanshen (1975)
- Teeth 'n' Smiles (1975)
- Plenty (1978)
- A Map of the World (1982)
- Pravda (1985) (amb Howard Brenton)
- The Bay at Nice, and Wrecked Eggs (1986)
- The Secret Rapture (1988)
- Racing Demon (1990)
- Murmuring Judges (1991)
- The Absence of War (1993)
- Skylight (1995)
- Amy's View (1997)
- The Blue Room (1998) (adaptació de Arthur Schnitzler)
- The Judas Kiss (1998)
- Via Dolorosa (1998)
- My Zinc Bed (2000)
- The Breath of Life (2002)
- The Permanent Way (2004)
- Stuff Happens (2004)
- The Vertical Hour (2006)
- Gethsemane (2008)[3]
- The Power of Yes (2009)[4]

## Guions de pel·lícules i televisió
- Licking Hitler (1978)
- Dreams of Leaving (1980)
- Plenty (1985) - basat en la seva obra teatral
- Strapless (1989)
- The Hours (2002) - basat en la novel·la de Michael Cunningham
- The Corrections (2007) - basat en la novel·la de Jonathan Franzen
- My Zinc Bed (2008) - basat en la seva obra teatral
- Murder in Samarkand (2008)
- The Reader (2008) - basat en la novel·la de Bernhard Schlink

## Director
- Licking Hitler per BBC1's Play for Today (1978) (TV film)
- Dreams of Leaving for BBC1's Play for Today (1980)
- Wetherby (1985)
- Paris by Night (1988)
- Strapless (1989)
- Paris, May 1919 (1993) (episodi TV)
- The Designated Mourner, escrit per Wallace Shawn (1989)
- Heading Home (1991) (pel·lícula TV)
- The Year of Magical Thinking (2007)